# 高世名
高世名（1976年8月—），曾任中国美术学院院长、教授、博士生导师，中国美术家协会策展委员会副主任，浙江省美术家协会主席，上海当代美术馆（PSA）学术委员等。现任中国文联党组成员、副主席、书记处书记，中国美术家协会副主席。
近年来，他创办了中国第一个艺术策展专业，先后创建了中国美术学院跨媒体艺术学院、视觉中国研究院、中国艺术教育研究院、创新设计学院以及亚洲思想界组织“亚际书院”。其研究领域涵盖当代艺术、社会思想以及策展实践等。

## 策划活动
他策划了许多大型展览和学术计划，包括“与后殖民说再见：第三届广州三年展”（2008）、“巡回排演：第八届上海双年展”（2010）、“从西天到中土：印中社会思想对话”（2010-2011）、“变动中的世界，变动中的想象：亚洲思想界上海论坛”（2012）、“西岸2013：建筑与当代艺术双年展”（2013）、“首届亚际双年展论坛”  （台北－上海－科钦，2014）、“亚洲社会思想运动报告：首届人间思想论坛”（2014） 、“第三世界六十年：纪念万隆会议系列论坛” （杭州－科钦－北京－东京－香港－那霸）、“山水宣言：富春山馆开馆展”（2016）等。

## 著作
出版的学术书籍包括：《视觉的思想》（2002）、《地之缘：亚洲当代艺术与地缘政治视觉报告》（2003）、《与后殖民说再见》（2009）、《巡回排演》（2010）、《胡志明小道》（2010）、《一切致命的事物都难以言说》（2011）、《行动的书：关于策展写作》（2012）、《后殖民知识状况：亚洲现代思想读本》（2012）、《进程》（2013）、《从西天到中土：印中社会思想对话》（2014）、《三个艺术世界：中国现代史中的一百件艺术物》（2015）、“人间思想”辑刊（10辑）、“亚非拉现代思想”丛书（5册）、《行动之书：艺术策展卷》（2册）以及《国美之路大典》（16卷39册）、《中国》（2019）等。